# Letnie Grand Prix w skokach narciarskich w Ałmaty
Letnie Grand Prix w skokach narciarskich w kazachskim mieście Ałmaty rozgrywane jest od 2011 na skoczni Gornyj Gigant. 

## Podium poszczególnych konkursów LGP w mieście Ałmaty
| Lp. | Data             | 1. miejsce         | 2. miejsce      | 3. miejsce           |
| --- | ---------------- | ------------------ | --------------- | -------------------- |
| 1.  | 30 sierpnia 2011 | Jurij Tepeš        | Jure Šinkovec   | Anders Fannemel      |
| 2.  | 22 września 2012 | Jurij Tepeš        | Anders Fannemel | Tom Hilde            |
| 3.  | 23 września 2012 | Taku Takeuchi      | Jurij Tepeš     | Anders Bardal        |
| 4.  | 21 września 2013 | Anders Bardal      | Jernej Damjan   | Antonín Hájek        |
| 5.  | 22 września 2013 | Matjaž Pungertar   | Jernej Damjan   | Reruhi Shimizu       |
| 6.  | 20 września 2014 | Jernej Damjan      | Reruhi Shimizu  | Władisław Bojarincew |
| 7.  | 21 września 2014 | Taku Takeuchi      | Jernej Damjan   | Phillip Sjøen        |
| 8.  | 12 września 2015 | Stefan Kraft       | Robert Kranjec  | Ilmir Chazietdinow   |
| 9.  | 13 września 2015 | Junshirō Kobayashi | Stefan Kraft    | Kento Sakuyama       |